# خواجة جراح
خواجة جراح (بالفارسية: خواجه جراح) هي قرية تقع في قسم تشناران الريفي (مقاطعة تشناران) في إيران. يقدر عدد سكانها بـ 323 نسمة بحسب إحصاء 2016.